# 大塚エステート
大塚エステート株式会社（おおつかエステート）は、徳島県鳴門市鳴門町土佐泊浦字福池に本社を置く株式会社である。大塚グループの創業家である大塚家の資産管理会社であり、グループの持株会社である大塚ホールディングス（東証一部上場）の4%強の株式を保有する。
2017年10月4日に大塚エステート有限会社から大塚エステート株式会社に名称を変更し、2017年11月1日に大阪府大阪市中央区大手通三丁目から徳島県鳴門市鳴門町土佐泊浦字福池に所在地を変更した。大手通三丁目は大塚化学本社の近接地であり、鳴門町土佐泊浦字福池は大塚国際美術館の近接地（県道を挟んで向かい側）である。法人番号5120002034772。

## 大塚アセット
大塚アセット株式会社は徳島県鳴門市鳴門町土佐泊浦字福池（大塚エステートと同じ）に本社を置く株式会社である。大塚グループの創業家である大塚家の資産管理会社であり、大塚ホールディングスの1%強の株式を保有する。法人番号4480001005954。